# Subelio

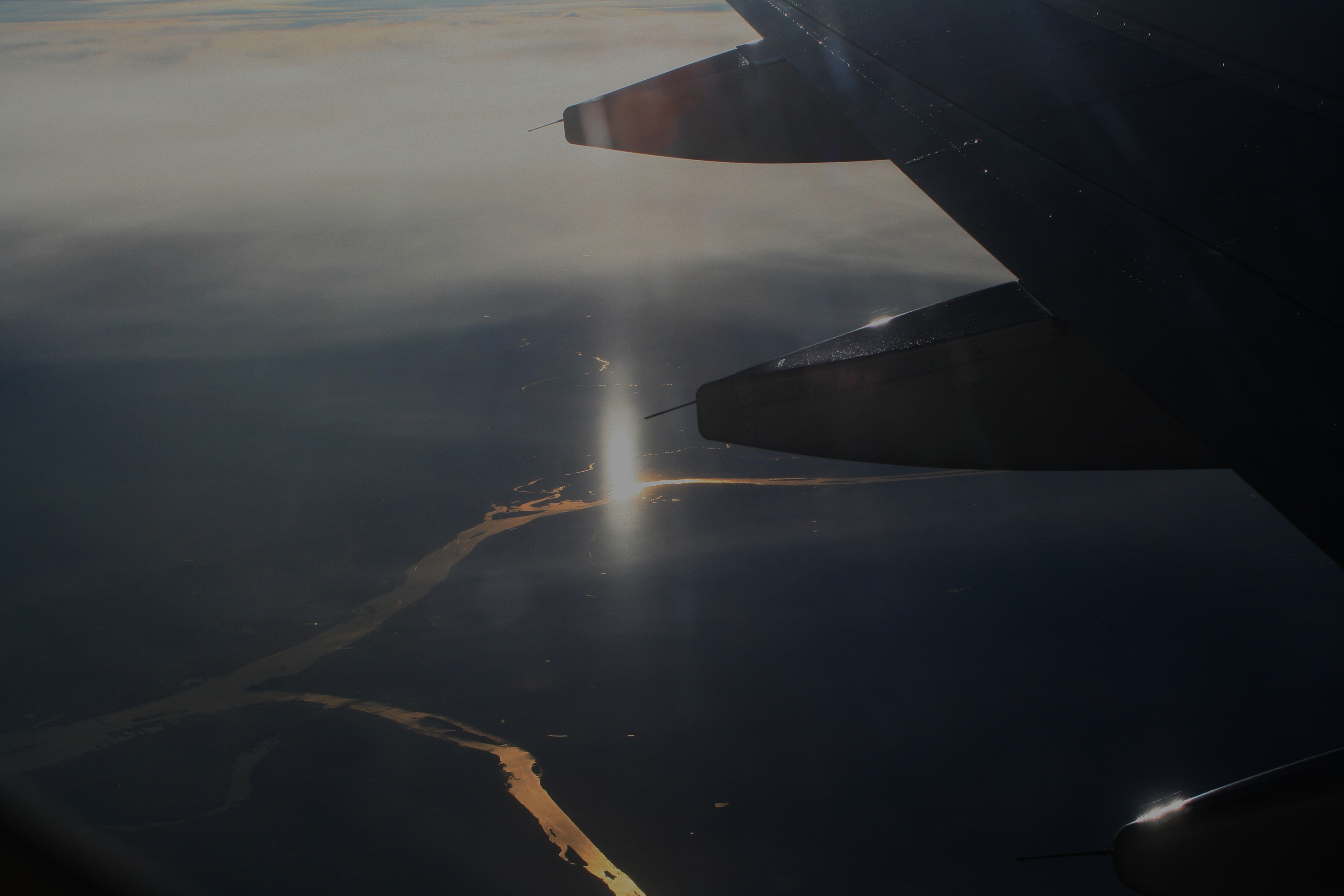
Subelio

Il subelio o sub-elio (in inglese subsun) è un fenomeno ottico, generato dalla riflessione del sole su una "nuvola" di cristalli di ghiaccio osservata dall'alto.
Il subelio appare direttamente sotto il sole (da cui il suo nome), sotto forma di una sfera oblunga o di una colonna luminosa (si parla allora di pilastro di luce) o di una forma intermedia tra le due.
Il subelio è sostanzialmente di colore bianco, provenendo da un puro fenomeno di riflessione dei raggi del sole.

## Spiegazione del fenomeno
L'effetto è causato dalla presenza di un numero sufficiente di cristalli di ghiaccio, ciascuno dei quali agisce come uno specchio.
In assenza di turbolenza i cristalli, di forma esagonale, sono principalmente piatti, vale a dire disposti paralleli alla superficie della terra, in modo che i raggi si riflettano principalmente sul piano verticale comprendente il sole e l'osservatore. La luminosità appare quindi sotto il sole piuttosto che nella forma di un arco che circonda il sole (come il fenomeno dell'alone solare). I punti luccicanti che formano la sfera luminosa sono creati da cristalli il cui orientamento è vicino all'orizzontale.
Il fenomeno si può osservare dalla superficie della terra principalmente con un tempo limpido e molto freddo, quando nell'aria si formano cristalli a bassa densità che lasciano passare la luce del sole. In questo caso, possiamo notare una moltitudine di punti luccicanti (a volte chiamati "polvere di diamante") che circondano la sfera luminosa e corrispondono a cristalli in movimento nell'aria, che brillano di soppiatto come specchi e la cui densità diminuisce rapidamente con la distanza dal centro del fenomeno.